# Praon pakistanum
Praon pakistanum är en stekelart som beskrevs av James Ian Kirkland 1979. Praon pakistanum ingår i släktet Praon och familjen bracksteklar. Inga underarter finns listade i Catalogue of Life.